# 1990 VK1
1990 VK1 är en asteroid i huvudbältet som upptäcktes den 12 november 1990 av de båda japanska astronomerna Seiji Ueda och Hiroshi Kaneda i Kushiro.
Asteroiden har en diameter på ungefär 19 kilometer.